# Котельно (Островский район)
Котельно — деревня в Шиковской волости Островского района Псковской области.
Расположена в 49 км к востоку от города Острова и в 6 км к северо-востоку от волостного центра, деревни Шики. Вблизи северной окраины деревни протекает река Котелинка.

## Население
| 2000 | 2001 | 2002 | 2010 |
| ---- | ---- | ---- | ---- |
| 7    | →7   | ↗10  | ↘7   |